# سيموني غولد
سيمون ميليسا غولد  هي طبيبة أمريكية وناشطة مناهضة للقاحات. هي مؤسِّسة منظمة أطباء الخطوط الأمامية الأمريكية، وهي منظمة سياسية يمينية معروفة بنشر معلومات مضللة حول جائحة كوفيد-19. قبل اعتقالها وإقرارها بالذنب بالمشاركة في هجوم مبنى الكابيتول الأمريكي عام 2021، اكتسبت الاهتمام عندما انتشر مقطع فيديو لمؤتمر صحفي لأطباء الخطوط الأمامية في أمريكا أمام مبنى المحكمة العليا الأمريكية في يوليو 2020. خلال المؤتمر الصحفي، تحدثت عن الفوائد المفترضة لهيدروكسي كلوروكين، على الرغم من الأدلة التي تثبت عدم فعاليته كعلاج لمرض كوفيد-19 ويمكن أن يحمل مخاطر كبيرة.
في 5 يناير 2021، تحدثت غولد في تجمع جماهيري في واشنطن العاصمة، حيث طلبت من الحاضرين رفض التطعيم ضد كوفيد-19، وفي اليوم التالي شاركت في هجوم الكابيتول. تحدثت من قاعة الكابيتول، وتم القبض عليها لاحقًا بسبب مشاركتها في اقتحام المبنى، بعد أن اعترفت بدخولها، وفي نهاية المطاف اعترفت بالذنب في ارتكاب جنحة على المستوى الفيدرالي وحُكم عليها بالسجن لمدة 60 يومًا وغرامة قدرها 9500 دولار.

## حياتها المهنية
وُلدت جولد لروبين في لونغ آيلاند، نيويورك، والدها أستاذ في كلية الطب، ووالدتها كارول تيسيز، معلمة مدرسة ابتدائية للأطفال ذوي الاحتياجات الخاصة. تخرجت من كلية مدينة نيويورك في سن التاسعة عشرة، وحصلت على درجة الدكتوراه في الطب من كلية الطب بشيكاغو عام 1989. بعد حصولها على رخصة طبية في كاليفورنيا، التحقت جولد بكلية الحقوق بجامعة ستانفورد وتخرجت منها في عام 1993. وصفت جولد دراستها في كلية الحقوق بأنها "تمرد" ضد والدها الذي كان يرغب في أن يصبح أبناؤه أطباء. تم قبولها في نقابة المحامين في نيويورك عام 1997، وبعد فترة قصيرة أكملت تخصصها في طب الطوارئ في كلية الطب رينيسانس بجامعة ستوني بروك. وفقًا لجولد، عملت أيضًا كزميلة لعضو الكونجرس الأمريكي جيم جيفوردز في عام 1997، على الرغم من أن رئيس أركان جيفوردز السابق، الذي عمل معه لمدة 25 عامًا، لم يتذكرها عندما سئل عنها في عام 2021. في عام 2009، عملت كمساعدة للسفير الإسرائيلي لدى الولايات المتحدة، مايكل أورين. وعلى الرغم من أن أورين ذكرها في المقالات التي نشرها، إلا أنه في عام 2021 ادعى أنه لا يتذكرها على الإطلاق.
انتهت صلاحية شهادة طب الطوارئ الخاصة بغولد في ديسمبر 2020، على الرغم من أنها كانت لا تزال طبيبة مرخصة في ولاية كاليفورنيا اعتبارًا من سبتمبر 2021، ولديها عنوان مهني في متجر شحن UPS في بيفرلي هيلز.

## نشاطها

### رسالة مفتوحة إلى دونالد ترامب
في مايو 2020، نظم جولد رسالة مفتوحة إلى الرئيس آنذاك دونالد ترامب بشأن عمليات الإغلاق بسبب كوفيد-19. حثت الرسالة ترامب على إنهاء "الإغلاق الوطني"، ووصفته بأنه " حادث سقوط ضحايا جماعيين". استشهدت بقضايا تجنب المرضى للرعاية الطبية، وزيادة تعاطي المخدرات، وعدم الاستقرار المالي الأكبر. قد تم التوقيع على الرسالة من قبل أكثر من 600 طبيب وكان جولد هو الموقع الرئيسي.

### فيديو الأطباء في الخطوط الأمامية في أمريكا
في يوليو 2020، عقدت جولد ومجموعتها، أطباء الخطوط الأمامية في أمريكا، مؤتمرا صحفيا على الدرجات أمام المحكمة العليا. أُطلق على المؤتمر الصحفي اسم "قمة المعطف الأبيض" ونظمته شركة جولد بالتعاون مع منظمة Tea Party Patriots ، وهي منظمة سياسية يمينية، وتم بثه بواسطة برايتبارات. قد ظهر جولد وأطباء آخرون يتحدثون عن المزايا الملموسة لهيدروكسي كلوروكين ، على الرغم من الأدلة التي تثبت عدم فعاليته كعلاج لمرض كوفيد-19 ويمكن أن يحمل مخاطر كبيرة. لقد عارضوا ارتداء الأقنعة لمنع انتشار فيروس كورونا المستجد. انتشر الفيديو على نطاق واسع بعد إعادة تغريده بواسطة عائلة ترامب ووصل إلى أكثر من 14 مليون مشاهدة قبل إزالته السريعة من فيسبوك وتويتر ويوتيوب لانتهاك سياساتهم المتعلقة بنشر معلومات مضللة حول كوفيد-19. تم طرد غولد من المستشفيات التي عملت بها كطبيبة في قسم الطوارئ في أعقاب الفيديو.

### نشاط مكافحة لقاح كوفيد-19
في اليوم السابق لتوزيع لقاح فايزر ضد كوفيد-19، تحدثت غولد خارج مقر مراكز السيطرة على الأمراض والوقاية منها في أتلانتا، واصفًا اللقاح مرارًا وتكرارًا بأنه "تجريبي" وانتقدت تفويضات اللقاح المحتملة، مما أثار انتقادات من الأطباء والباحثين. قال بيتر هوتيز، باحث في مجال اللقاحات من كلية بايلور للطب، إنه لا توجد إلزامات بشأن اللقاحات، وأضاف: "لا يعترض أي طبيب حقيقي على هذا "فقط حركة "حرية الصحة" المناهضة للقاحات المرتبطة بالتطرف اليميني تفعل ذلك."
تحدثت غولد عن لقاحات كوفيد-19 في The Stand، وهو حدث يصف نفسه بأنه سلسلة من "خدمات الشفاء الجماعي والمعجزات في الهواء الطلق". في الخطاب، أشادت بهيدروكسي كلوروكين واستمرت في تقديم ادعاءات لا أساس لها من الصحة حول مخاطر لقاحات كوفيد-19.
بعد حظر غولد من فيسبوك بسبب انتهاكها لمعايير مجتمعهم، بدأت خطاباتها المناهضة للقاح كوفيد-19 في الظهور على منصة الاستضافة رامبل ، التي لا تتبع سياسة بشأن المعلومات المضللة. تتميز هذه الفيديوهات بنصيحة غولد للجمهور بعدم تلقي التطعيم ضد كوفيد-19 والإشادة بهيدروكسي كلوروكين كعلاج على الرغم من العديد من الدراسات التي أظهرت عدم فعاليته ضد فيروس كورونا المستجد. زعمت أن حكومة الولايات المتحدة أجرت تجارب على السود لاختبار السلامة العامة للقاحات.
في 14 فبراير 2021، بعد أكثر من شهر من مشاركتها في اقتحام مبنى الكابيتول، تحدث جولد في كنيسة أواكن في سان ماركوس، كاليفورنيا ، حيث حث أعضاء الجماعة على عدم تلقي لقاح كوفيد-19.

### المشاركة في هجوم الكابيتول 2021 والإدانة
في 5 يناير2021، تحدث غولد في تجمع جماهيري في واشنطن العاصمة أمام حشد من الناس الذين تجمعوا في المدينة للمشاركة في تجمع "أوقفوا السرقة" في اليوم التالي. لقد عارضت لقاحات كوفيد-19، وزعمت أن كوفيد-19 غير مميت، وقدمت ادعاءات إضافية لا أساس لها من الصحة حول اللقاحات. قالت لأنصارها: "إذا كنتم لا تريدون تناول عامل بيولوجي تجريبي يُسمى بشكل مخادع لقاحًا، فلا يجب أن تسمحوا لأنفسكم بالإكراه!" كان من المقرر أن تتحدث جولد في التجمع من أجل حرية الصحة المقرر عقده في 6 يناير، ولكن التجمع ألغي قبل خطابها. ثم انضمت إلى الحشد ودخلت بشكل غير قانوني إلى مبنى الكابيتول برفقة مدير الاتصالات في منظمة أطباء الخطوط الأمامية في أمريكا، جون ستراند. وقد شوهدت جولد وستراند في لقطات فيديو "وسط حشد يحاول دفع مسؤولي إنفاذ القانون للدخول إلى الداخل". ثم ألقت الخطاب الذي كانت تخطط لإلقائه في التجمع في قاعة مبنى الكابيتول. وقالت غولد إنها أمضت حوالي 20 دقيقة في الكابيتول.
تم التعرف على غولد وستراند لاحقًا من قبل مكتب التحقيقات الفيدرالي من خلال الصور المطلوبة من الحدث والتي تم تداولها على وسائل التواصل الاجتماعي. تم القبض على جولد في منزلها في بيفرلي هيلز، كاليفورنيا في 18 يناير بخمس تهم بما في ذلك دخول مبنى محظور والسلوك غير المنضبط. اعترفت غولد بدخول مبنى الكابيتول، قائلة إنها لم تكن تعلم أن ذلك غير قانوني، وإنها لم تشهد أي أعمال عنف. قالت: "أنا نادمة على تواجدي هناك"، لأنها كانت قلقة من أن الجدل قد يقلل من قيمة عملها مع أطباء الخطوط الأمامية في أمريكا. في أبريل 2021، أخبرت غولد تيد نوجنت في مقابلة أن "20 عميلاً من مكتب التحقيقات الفيدرالي" جاءوا لاعتقالها وأنها أُدرجت على قائمة حظر الطيران.
في فبراير 2022، أقرت غولد بالذنب في تهمة "الدخول والبقاء في مبنى أو أرض محظورة" عن علم وبشكل غير قانوني، جنحة من الدرجة الأولى. حُكم عليها بالسجن لمدة 60 يومًا وغرامة قدرها 9500 دولار. قضت عقوبتها في سجن فيدرالي في ميامي، وأُطلق سراحها في 9 سبتمبر 2022. متجاهلًا إقرارها بالذنب، أهداها عضو الكونجرس لويس جومرت عند إطلاق سراحها علمًا يرفرف فوق مبنى الكونجرس الأمريكي، وأطلق عليها زوراً اسم " سجينة سياسية".

### دعوى تطعيم الطفل
في 21 مايو 2021، رفع جولد وأطباء الخطوط الأمامية في أمريكا دعوى قضائية ضد وزارة الصحة والخدمات الإنسانية الأمريكية في محاولة لمنع الأطفال من تلقي لقاحات كوفيد-19. الالتماس الذي يبلغ عدد صفحاته 80 صفحة، والذي تم تقديمه إلى المحكمة الجزئية الأمريكية للمنطقة الشمالية من ألاباما، يصف اللقاحات بأنها "حقن تجريبية"  ويزعم كذبًا أن كوفيد-19 لا يشكل "خطرًا" للوفاة بين الأطفال. فيما يتعلق بالعريضة، قال جولد "نحن الأطباء نؤيد اللقاحات، ولكن هذا ليس لقاحًا. إنه عامل بيولوجي تجريبي تم توثيق أضراره جيدًا،على الرغم من قمعها ومراقبتها ويتزايد بسرعة، ولن ندعم استخدام أطفال أمريكا كفئران تجارب".

### أحداث أخرى
كانت غولد متحدثًا في AMPFest، وهو حدث مؤيد لترامب أقيم في ميامي في أكتوبر 2020. تحدثت في فعالية للمانحين لمجلس السياسة الوطنية، وهي مجموعة مسيحية يمينية، في نوفمبر 2020. في ديسمبر 2020، كانت جزءًا من قمة استضافتها Turning Point USA، وهي منظمة غير ربحية تدعم الحركات المحافظة في المدارس الثانوية والجامعات. في أبريل 2021، ظهر جولد في "مؤتمر الصحة والحرية" في كنيسة ريما للكتاب المقدس في بروكن أرو، أوكلاهوما ، إلى جانب المتحدثين بما في ذلك الممثل جيم كافيزيل ، والرئيس التنفيذي لشركة ماي بيلو مايك ليندل، والمحامي إل لين وود. أقامت غولد وأطباء الخطوط الأمامية في أمريكا جولة RV عبر الولايات المتحدة في مايو 2021، أطلقوا عليها "جولة الحقيقة غير الخاضعة للرقابة". خلال الجولة، أقام جولد حدثًا في كنيسة ليجاسي في ألبوكيركي، نيو مكسيكو، والذي استقطب مئات الضيوف.
في نوفمبر 2022، رفعت منظمة America's Frontline Doctors، وهي منظمة غير ربحية ساعدت في تأسيسها، دعوى قضائية ضد غولد. هي متهمة باستخدام أموال المنظمة لشراء منزل بقيمة 3.6 مليون دولار بالإضافة إلى نفقات شخصية أخرى. اعتبارًا من مايو 2023، أصبحت القضية في مرحلة الوساطة.

## ردود الفعل من المجتمع الطبي
تعرضت غولد لانتقادات بسبب آرائها بشأن جائحة كوفيد-19 واللقاحات. قال جيفري كوبلان، عالم الأوبئة ونائب رئيس الصحة العالمية في جامعة إيموري والرئيس السابق لمراكز السيطرة على الأمراض والوقاية منها:"إنها ومنظمتها تظهران جهلًا متعمدًا بالعلم والمنهج العلمي، فضلاً عن عدم احترام المؤسسات العلمية المتميزة والعلماء المتميزين". وصف مدير مبادرة الموارد والاستجابة للوباء بجامعة كولومبيا، إروين ريدلينر، غولد بأنها "مروجة سامة للمعلومات المضللة، وتساهم الآن بنشاط في الخطاب اليميني المتطرف الذي يواصل إثارة الناس العازمين على التمسك بأكاذيب دونالد ترامب الأكثر فظاعة".

## حياتها الشخصية
كانت غولد متزوجة من رجل الأعمال لاري غولد حتى انفصلا في عام 2010، ولديها طفلان. كانت غولد برفقة زوجها، ناشطة في المجتمع اليهودي في لوس أنجلوس وتبرعت بآلاف الدولارات لمدرسة أطفالها اليهودية الخاصة، حيث كانت عضوًا في جمعية أولياء الأمور والمعلمين. لم تكن غولد مشاركة في السياسة طوال أغلب حياتها. في عام 2011، تبرعت لحملة راؤول رويز، وهو ديمقراطي من كاليفورنيا، وفي عام 2019 تبرعت بمبلغ 1000 دولار لحملة سوزان كولينز، وهي جمهورية من ولاية ماين. وفقًا لجولد، "سأقع في منتصف أي اختبار حزبي. أنا لا أؤمن بالتمييز بين اليمين واليسار هذه هي المشكلة في أن تكون في منتصف الطريق. في بعض الأحيان يتم دهسك."

## مؤلفاتها
في عام 2020، نشرت جولد كتابًا بعنوان "أنا لا أوافق: معركتي ضد ثقافة إلغاء الرعاية الطبية"، حيث توضح بالتفصيل تجاربها مع مرضى كوفيد-19 وتشارك آرائها حول الوباء.